# Pallacanestro alla XXI Universiade
Il torneo di pallacanestro della XXI Universiade si è svolto a Pechino, Cina, nel 2001.

## Medagliere
| Posizione | Paese       |   |   |   | Totale |
| --------- | ----------- | - | - | - | ------ |
| 1         | Stati Uniti | 1 | 0 | 1 | 2      |
| 2         | Jugoslavia  | 1 | 0 | 0 | 1      |
| 3         | Cina        | 0 | 2 | 0 | 2      |
| 4         | Rep. Ceca   | 0 | 0 | 1 | 1      |
| Totale    | Totale      | 2 | 2 | 2 | 6      |